# West Shining Tree Lake
West Shining Tree Lake är en sjö i Kanada.   Den ligger i distriktet Sudbury och provinsen Ontario, i den sydöstra delen av landet, 500 km nordväst om huvudstaden Ottawa. West Shining Tree Lake ligger 372 meter över havet. Arean är 6,0 kvadratkilometer. Den sträcker sig 6,4 kilometer i nord-sydlig riktning, och 3,9 kilometer i öst-västlig riktning.
I omgivningarna runt West Shining Tree Lake växer i huvudsak blandskog. Trakten runt West Shining Tree Lake är nära nog obefolkad, med mindre än två invånare per kvadratkilometer.